# Назад (телесеріал)
«Назад» (англ. Back) — британський ситком 2017 року, в головних ролях якого знялися коміки Девід Мітчелл та Роберт Вебб. Знімання та події серіалу відбуваються у місті Страуд, що в Глостерширі.
Телесеріал із шести частин створений Саймоном Блеквеллом, прем’єра відбулася на «Channel 4» 6 вересня 2017 року. Другий сезон із шести серій анонсований у листопаді 2017 року, виробництво планувалося розпочати в жовтні 2019 року. 19 вересня 2020 року Роберт Вебб повідомив про закінчення знімання.

## Сюжет
Після смерті батька 42-річний Стівен збирається взяти на себе сімейний бізнес, паб Джона Барлікорна, в Страуді, Глостершир. Його плани перериваються, коли Ендрю, колишня прийомна дитина батьків Стівена, повертається, прагнучи відновити стосунки з родиною. Поки Ендрю швидко зачаровує решту родини Стівена — включаючи його матір Еллен, сестру Касс та дядька Джеффа, Стівен ненавидить його і розглядає як «безглуздого, небезпечного соціопата, котрий ось-ось викраде його сім'ю, бізнес та життя».